# 835
Cette page concerne l'année 835  du calendrier julien. Pour l'année 835 av. J.-C., voir 835 av. J.-C.
L'année 835 est une année commune qui commence un vendredi.

## Événements
- 2 février : ouverture du concile de Thionville convoqué par l'empereur Louis le Pieux et présidé par Drogon de Metz. Agobard, archevêque de Lyon, ayant soutenu la révolte des fils de Louis contre leur père, est remplacé par le théologien Amalarus de Metz. Ebbon, archevêque de Reims, est déposé pour avoir donné son appui à Lothaire (833/835). Il sera rétabli en 840 puis chassé de nouveau par Charles le Chauve[1].
- 28 février : Louis le Pieux est solennellement réintronisé empereur par les évêques du concile de Thionville dans la cathédrale Saint-Étienne de Metz[2].
- Juin : assemblée générale de l'empire carolingien à Crémieu dans le Lyonnais[1].
- 20 août : une attaque des Vikings est repoussée par Renaud d'Herbauges. Ils reviennent en septembre, attaquent l'île de Noirmoutier à l'embouchure de la Loire et parviennent à piller le monastère[3].
- 1er novembre : la fête de Toussaint est célébrée pour la première fois. Le pape Grégoire IV transforme la « fête de tous les martyrs » jusqu'alors célébrée le 13 mai à Rome en une fête à « tous les saints » qui est instituée dans tout l'empire carolingien par Louis le Débonnaire[4].
- 14 décembre, Chine : incident de la rosée bienfaisante (Ganluzhibian). Le chancelier Li Xun et le général Zheng Zhu, qui ont la confiance de l'empereur Tang Wenzong, tentent d'éliminer les eunuques devenus trop puissants. Le complot échoue et de nombreux hauts fonctionnaires sont tués[5].

- Alphonse II, roi des Asturies désigne son cousin Ramire Ier (791-850) pour lui succéder[6].
- Attaque des Vikings contre l’Angleterre. Ils prennent l’île de Sheppey, à l’embouchure de la Tamise[7].